# 시편 20편
시편 20편은 20번째 시편이다. "환난 날에 여호와께서 네게 응답하시고". 시편은 히브리어 성경의 세 번째 부분이자 기독교 구약의 책이다. 그리스어 칠십인역과 라틴어 불가타 성경 번역에서 사용되는 약간 다른 번호 체계에서 이 시편은 시편 19편이다. 라틴어에서는 "Exaudiat te Dominus"라는 머리글로 알려져 있다. 이 시편은 다윗의 것으로 간주된다. 이 시편과 다음 시편은 밀접하게 관련되어 있다. 둘 다 전례 시편이다. 첫 번째는 중보기도이고 두 번째는 감사이다. 두 곳 모두에서 왕은 저명한 인물이다.
시편 20편은 유대교 전례와 기독교 전례에서 모두 사용된다. 음악의 주제가 되기도 했다.

## 내용
1. 환난 날에 여호와께서 네게 응답하시고 야곱의 하나님의 이름이 너를 높이 드시며
2. 성소에서 너를 도와 주시고 시온에서 너를 붙드시며
3. 네 모든 소제를 기억하시며 네 번제를 받아 주시기를 원하노라 (셀라)
4. 네 마음의 소원대로 허락하시고 네 모든 계획을 이루어 주시기를 원하노라
5. 우리가 너의 승리로 말미암아 개가를 부르며 우리 하나님의 이름으로 우리의 깃발을 세우리니 여호와께서 네 모든 기도를 이루어 주시기를 원하노라
6. 여호와께서 자기에게 기름 부음 받은 자를 구원하시는 줄 이제 내가 아노니 그의 오른손의 구원하는 힘으로 그의 거룩한 하늘에서 그에게 응답하시리로다
7. 어떤 사람은 병거, 어떤 사람은 말을 의지하나 우리는 여호와 우리 하나님의 이름을 자랑하리로다
8. 그들은 비틀거리며 엎드러지고 우리는 일어나 바로 서도다
9. 여호와여 왕을 구원하소서 우리가 부를 때에 우리에게 응답하소서

### 히브리어 버전
| 절 | 내용                                                                    |
| -- | ----------------------------------------------------------------------- |
| 1  | .לַמְנַצֵּחַ, מִזְמוֹר לְדָוִד                                                      |
| 2  | .יַעַנְךָ יְהוָה, בְּיוֹם צָרָה; יְשַׂגֶּבְךָ, שֵׁם אֱלֹהֵי יַעֲקֹב                               |
| 3  | .יִשְׁלַח-עֶזְרְךָ מִקֹּדֶשׁ; וּמִצִּיּוֹן, יִסְעָדֶךָּ                                          |
| 4  | .יִזְכֹּר כָּל-מִנְחֹתֶךָ; וְעוֹלָתְךָ יְדַשְּׁנֶה סֶלָה                                        |
| 5  | .יִתֶּן-לְךָ כִלְבָבֶךָ; וְכָל-עֲצָתְךָ יְמַלֵּא                                            |
| 6  | ;נְרַנְּנָה, בִּישׁוּעָתֶךָ-- וּבְשֵׁם-אֱלֹהֵינוּ נִדְגֹּל .יְמַלֵּא יְהוָה, כָּל-מִשְׁאֲלוֹתֶיךָ              |
| 7  | :עַתָּה יָדַעְתִּי-- כִּי הוֹשִׁיעַ יְהוָה, מְשִׁיחוֹ .יַעֲנֵהוּ, מִשְּׁמֵי קָדְשׁוֹ-- בִּגְבֻרוֹת, יֵשַׁע יְמִינוֹ |
| 8  | ;אֵלֶּה בָרֶכֶב, וְאֵלֶּה בַסּוּסִים .וַאֲנַחְנוּ, בְּשֵׁם-יְהוָה אֱלֹהֵינוּ נַזְכִּיר                   |
| 9  | .הֵמָּה, כָּרְעוּ וְנָפָלוּ; וַאֲנַחְנוּ קַּמְנוּ, וַנִּתְעוֹדָד                                  |
| 10 | .יְהוָה הוֹשִׁיעָה: הַמֶּלֶךְ, יַעֲנֵנוּ בְיוֹם-קָרְאֵנוּ                                    |